# العلاقات الساموية المالاوية
العلاقات الساموية المالاوية هي العلاقات الثنائية التي تجمع بين ساموا ومالاوي.

## مقارنة بين البلدين
هذه مقارنة عامة ومرجعية للدولتين:
| وجه المقارنة                                              | ساموا                        | مالاوي                     |
| --------------------------------------------------------- | ---------------------------- | -------------------------- |
| المساحة (كم2)                                             | 2.84 ألف                     | 118.48 ألف                 |
| عدد السكان (نسمة)                                         | 196.44 ألف                   | 18.62 مليون                |
| الكثافة السكانية (ن./كم²)                                 | 69.17                        | 157.16                     |
| العاصمة                                                   | أبيا                         | ليلونغوي، زومبا            |
| اللغة الرسمية                                             | لغة إنجليزية، اللغة الساموية | لغة إنجليزية، لغة الشيشيوا |
| العملة                                                    | تالا ساموي                   | كواشا ملاوية               |
| الناتج المحلي الإجمالي (بليون دولار)                      | 856.63 مليون                 | 6.30 مليار                 |
| الناتج المحلي الإجمالي (تعادل القوة الشرائية) بليون دولار | 1.15 مليار                   | 22.43 مليار                |
| الناتج المحلي الإجمالي الاسمي للفرد دولار أمريكي          | 3.94 ألف                     | 338                        |
| الناتج المحلي الإجمالي للفرد دولار أمريكي                 | 5.79 ألف                     | 1.20 ألف                   |
| مؤشر التنمية البشرية                                      | 0.702                        | 0.445                      |
| رمز المكالمات الدولي                                      | +685                         | +265                       |
| رمز الإنترنت                                              | .ws                          | .mw                        |
| المنطقة الزمنية                                           | ت ع م+13:00                  | ت ع م+02:00                |

## منظمات دولية مشتركة
يشترك البلدان في عضوية مجموعة من المنظمات الدولية، منها:
| علم المنظمة | اسم المنظمة                                                | تاريخ انضمام ساموا | تاريخ انضمام مالاوي |
| ----------- | ---------------------------------------------------------- | ------------------ | ------------------- |
|             | مؤسسة التنمية الدولية                                      | 28 يونيو 1974      | 19 يوليو 1965       |
|             | يونسكو                                                     | 3 أبريل 1981       | 27 أكتوبر 1964      |
|             | وكالة ضمان الاستثمار متعدد الأطراف                         | 27 سبتمبر 2002     | 12 أبريل 1988       |
|             | الأمم المتحدة                                              | 15 ديسمبر 1976     | 1 ديسمبر 1964       |
|             | العملية المشتركة للاتحاد الأفريقي والأمم المتحدة في دارفور | ?                  | ?                   |
|             | مجموعة دول أفريقيا والكاريبي والمحيط الهادئ                | ?                  | ?                   |
|             | دول الكومنولث                                              | ?                  | ?                   |
|             | الاتحاد البريدي العالمي                                    | ?                  | ?                   |
|             | البنك الدولي للإنشاء والتعمير                              | 28 يونيو 1974      | 19 يوليو 1965       |
|             | الاتحاد الدولي للاتصالات                                   | 7 أكتوبر 1988      | 19 فبراير 1965      |
|             | منظمة حظر الأسلحة الكيميائية                               | ?                  | ?                   |
|             | مؤسسة التمويل الدولية                                      | 28 يونيو 1974      | 19 يوليو 1965       |
|             | المركز الدولي لتسوية المنازعات الاستشارية                  | 25 مايو 1978       | 14 أكتوبر 1966      |
|             | منظمة التجارة العالمية                                     | ?                  | ?                   |
|             | منظمة الشرطة الجنائية الدولية                              | ?                  | ?                   |